# Pholetesor longicoxis
Pholetesor longicoxis är en stekelart som beskrevs av Whitfield 2006. Pholetesor longicoxis ingår i släktet Pholetesor och familjen bracksteklar. Inga underarter finns listade i Catalogue of Life.